# Вертянкин, Леонтий Трофимович
Леонтий Трофимович Вертянкин (10 февраля 1928, пос. Карамалка — 15 марта 2008, Магнитогорск) — агломератчик аглофабрики № 2 в г.Магнитогорске. Герой Социалистического Труда (1971).

## Биография
Родился в посёлке Карамалка (ныне — Исаклинский район Самарской области).
С 1953 года жил в Магнитогорске. Учился в школе мастеров (1960), школе рабочей молодёжи (1963). Одновременно работал на аглофабрике № 2 Магнитогорского металлургического комбината вначале агломератчиком, потом старшим агломератчиком.
Руководимая Вертянкиным бригада принимала участие в социалистическом соревновании на комбинате, удерживала в них первенство.
Будучи наставником молодых кадров, Вертянкин подготовил к работе агломератчиками около 20 ребят.
За большие успехи, достигнутые в выполнении заданий пятилетнего плана развития чёрной и цветной металлургии, нефтяной, угольной, газовой и лёгкой промышленности, тяжёлого, энергетического и транспортного машиностроения, станкостроительной и инструментальной промышленности, тракторного и сельскохозяйственного машиностроения, автомобильной промышленности и строительстве промышленных предприятий, жилых домов и объектов культурно-бытового назначения, Президиум Верховного Совета СССР в 1971 году наградил орденами и медалями Союза ССР большую группу рабочих, инженерно-технических работников и служащих этих отраслей промышленности и строительства. Рабочим и специалистам, наиболее отличившимся в выполнении заданий пятилетки и за достижение высоких технико-экономических показателей присвоено звание Героя Социалистического Труда. Среди награждённых был и Вертянкин Леонтий Трофимович.
В 1971—1975 годах Леонтий Трофимович был членом областного Совета депутатов трудящихся. Работал также в народном контроле.
После выхода на заслуженный отдых жил в Магнитогорске.
Скончался 15 марта 2008 года. Похоронен на Левобережном кладбище Магнитогорска.

## Награды и звания
- Герой Социалистического Труда (1971)
- Орден Ленина (1971)
- Орден Трудового Красного Знамени (1966)
- Почётный гражданин города Магнитогорска (2002)